# マイケル・ジャクソン
マイケル・ジャクソン（Michael Jackson、1958年8月29日 - 2009年6月25日）は、アメリカ合衆国のシンガーソングライター、ダンサー。本名はマイケル・ジョセフ・ジャクソン（Michael Joseph Jackson）。「キング・オブ・ポップ（King of Pop）」と称されている。
「人類史上最も成功したエンターテイナー」としてギネス世界記録に認定されている。ポピュラー音楽の歴史において最も重要な人物の一人であり、その人気は人種、国境、性別の壁を超え、ファッションなどポップカルチャー全体に多大な影響を与えた。また、全世界での総売上は5億枚を超えていると考えられており、史上最も売れた音楽家の一人である。13のグラミー賞（ノミネートは38回）をはじめ、世界各国の数多くの賞を受賞している。ロックの殿堂にはジャクソン5とソロ名義の2回に渡り顕彰されている。

## 概要
1958年8月29日、アメリカ合衆国・インディアナ州ゲーリーの貧しいアフリカ系家庭で、父ジョゼフ・ジャクソンと母キャサリン・ジャクソンの6男として生まれる。
1970年代、兄弟グループ「ジャクソン5」の天才リードシンガーとして一世を風靡した。80年代に入ると、クインシー・ジョーンズをプロデューサーに迎えたソロ三部作『オフ・ザ・ウォール』『スリラー』『バッド』で前人未到の成功を手にし、名実ともにポピュラー音楽界の頂点に立つ。90年代以降も『デンジャラス』『ヒストリー』といった世界的大ヒット作を生み出し続け、また世界各地のドーム、スタジアム、アリーナでワールドツアーの開催を行うなど精力的に活動を続けた。
一方で私生活や容姿に関するゴシップや数々のスキャンダルがメディアに取り沙汰されるようになり、心労による鎮痛剤や睡眠薬への依存に悩んだ。2009年、大々的なカムバックとなるはずだったツアー「THIS IS IT」の開催を発表するも、公演開始1か月前の6月25日、急性プロポフォール中毒により50歳で死去した。
ポップスターとしては最多となる39のチャリティー団体を支援し、その事も「最も多くの慈善団体を支援したポップスター」としてギネスに認定されているほか、自らもヒール・ザ・ワールド基金を設立するなど、慈善活動や社会活動にも非常に積極的であった。

## 来歴

### 生い立ち
1958年8月29日、アメリカ合衆国・インディアナ州ゲーリーのアフリカ系アメリカ人街の家庭に五男として誕生する。
父・ジョセフはクレーン操縦士、母・キャサリンはデパートのパートタイム従業員として、家計を支えていた。ジョセフは、当時彼の実弟が始めたバンド「ファルコンズ」の一員として音楽活動もしており、音楽家として成功する夢を抱いていた。音楽好きな両親の影響で、マイケルは他の兄弟と共に音楽と接する機会の多い環境で育った。
マイケルの兄・ジャッキー、ティト、ジャーメインは、よく父のギターを隠れて演奏していたが、ある日、ティトが弦を一本切ってしまう。張り替える間もなくジョセフに見つかってしまい、いつものようにジョセフは、暴力を振るおうとするが、ティトは「僕にだって弾けるんだ」と、抵抗を示し、必死に演奏してみせたという。これを見て、なかなかの上手さに気づいたジョセフは、自身の音楽経験を生かして、子どもたちに音楽を教えることを決意する。こうして三人は、音楽グループとしての活動を始め、リーダーであったジャーメインを筆頭に、地元での人気を獲得していった。

### 全米のアイドルに

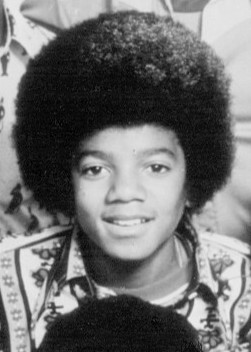
ジャクソン5時代（1974年）

1963年、兄弟のグループに加入。キャサリンが、ジョセフに「この子は歌えるのよ」と助言したことがきっかけであったという。この頃、グループは「ジャクソン5」と名乗るようになった。
1967年には、ニューヨークのアポロ・シアターへの進出を果たす。マイケルは、そこでジェームス・ブラウンやジャッキー・ウィルソンのパフォーマンスを見て学んだという。
1968年1月、スティールタウン・レコードより、シングル「ビッグ・ボーイ」でデビュー。この頃、ライブの前座でボビー・テイラーに出会う。ジャクソン5の素質を見出したボビーは、モータウン・レコードと契約させるべく、ジャクソン・ファミリーを無理矢理デトロイトに連れていく。それが功を奏し、同年7月にモータウンとの契約に成功する。
1969年10月、シングル「帰ってほしいの」でメジャーデビュー。本楽曲は、全米チャートで1位を獲得した。可愛らしさ溢れるマイケルの歌声や、ベリー・ゴーディ・ジュニア率いるプロデューサー群による秀逸な楽曲群に加え、ダイアナ・ロスが発掘したという架空の設定も話題となり、グループは全米で人気を博すようになる。
1970年2月、2ndシングル「ABC」が、ビートルズの「レット・イット・ビー」に代わり、1位を獲得。その後、続く「小さな経験」と「アイル・ビー・ゼア」もチャートを制し、デビューから4曲連続で全米チャート1位を獲得するという偉業を成し遂げた。
1971年10月、シングル「ガット・トゥ・ビー・ゼア」でソロデビュー。ソロでも堅調なヒットを重ね、1972年7月発表のシングル「ベン」で初となるソロでの全米チャート1位を獲得した。
しかし次第に、モータウンとの方向性の違いが露呈し始める。同じモータウン所属のマーヴィン・ゲイやスティーヴィー・ワンダーが自身で作詞・作曲からプロデュースまで手掛ける中、いつまでもアイドル路線を続けさせられている状況に、メンバーやジョセフは強い不満を示すようになった。しかし、モータウンは一貫して彼らに曲の自作を許可することはなく、その軋轢は次第に大きくなっていく。全米2位に輝いた「ダンシング・マシーン」（1974年）の成功を除いては、無理矢理なアイドル路線による人気低迷が否めず、彼らは移籍を決意することとなった。

### アイドルからアーティストへ
1975年、エピック・レコードに移籍。移籍後は「ジャクソン5」の名前の使用継続が認められなかったため、グループは「ジャクソンズ」として、昔に使われていた名前を再び使うことになった。
1976年、アルバム『ザ・ジャクソンズ・ファースト〜僕はゴキゲン』をもって、ジャクソンズとして正式にデビュー。活動初期は、モータウン時代同様、自主プロデュースをすることが許されず、2作目『ゴーイン・プレイシズ〜青春のハイウェイ』を含めギャンブル&ハフをプロデューサーに迎え制作された。マイケルは、このことに再び強い不満を抱いており、特に、2作目については「オージェイズの古い曲『ラヴ・トレイン』みたいで、必ずしも僕達のスタイルじゃない」「アイデンティティを失いつつあった」と、当時の幻滅ぶりを明らかにしている。
初めてメンバーがプロデュースに関わったのは、3作目の『デスティニー〜今夜はブギー・ナイト』で、本アルバムは、R&Bチャートで3位を獲得するなど、前作を大きく上回るヒットを記録した。マイケルとランディの作詞・作曲によるカットシングル「シェイク・ユア・ボディ」も、全米チャートで7位まで上昇した。
同じく自主プロデュースの4作目『トライアンフ』も、全米チャートトップ10入りを果たすなどヒットを記録し、批評家からも高い評価を受けた。アンディ・ケルマンがマイケル自身のペンによる収録曲「キャン・ユー・フィール・イット」について「この曲の超自然的でスケールの大きなリズムは、単なるシングル曲という小さなスケールに収まらず、むしろ花火の演目のフィナーレ的だ」と絶賛するなど、ようやく作曲家やプロデューサーとしての彼らの力量が認められるようになった。
1978年、ミュージカル映画『ウィズ』でダイアナ・ロスと共演。本映画の制作現場で、その後3枚のアルバムを共に制作し、マイケルのキャリアを変えることになるクインシー・ジョーンズと出会う。同年、映画のサウンドトラックからのカットシングル「ユー・キャント・ウィン」で、エピックからソロデビュー。
1979年6月、移籍後初のソロアルバム『オフ・ザ・ウォール』をリリース。本作では、家族やレーベルの反対にもかかわらずそのままクインシーがプロデューサーとして迎えられた。70年代のディスコブームやブラック・ミュージックの集大成ともいえる内容で、全米で800万枚を売り上げる大ヒットを記録。批評家からも高い評価を受けた。また、ソロでは初の自作曲となる先行シングル「今夜はドント・ストップ」をはじめ、「ロック・ウィズ・ユー」「オフ・ザ・ウォール」「あの娘が消えた」の合計4シングルが全米トップ10に入るという史上初の偉業を成し遂げた。このアルバムでソロとして初のグラミー賞も受賞。
1981年3月、モータウンでの最後のアルバム『フォーエヴァー・マイケル』から「想い出の一日」をシングルカット。『オフ・ザ・ウォール』との相乗効果もあり、全英1位を記録した。
1982年7月、映画『E.T.』に「サムワン・イン・ザ・ダーク」を提供。ストーリーブックのナレーションにも参加し、2年後にグラミー賞を受賞した。

### 世紀のモンスター・アルバム『スリラー』

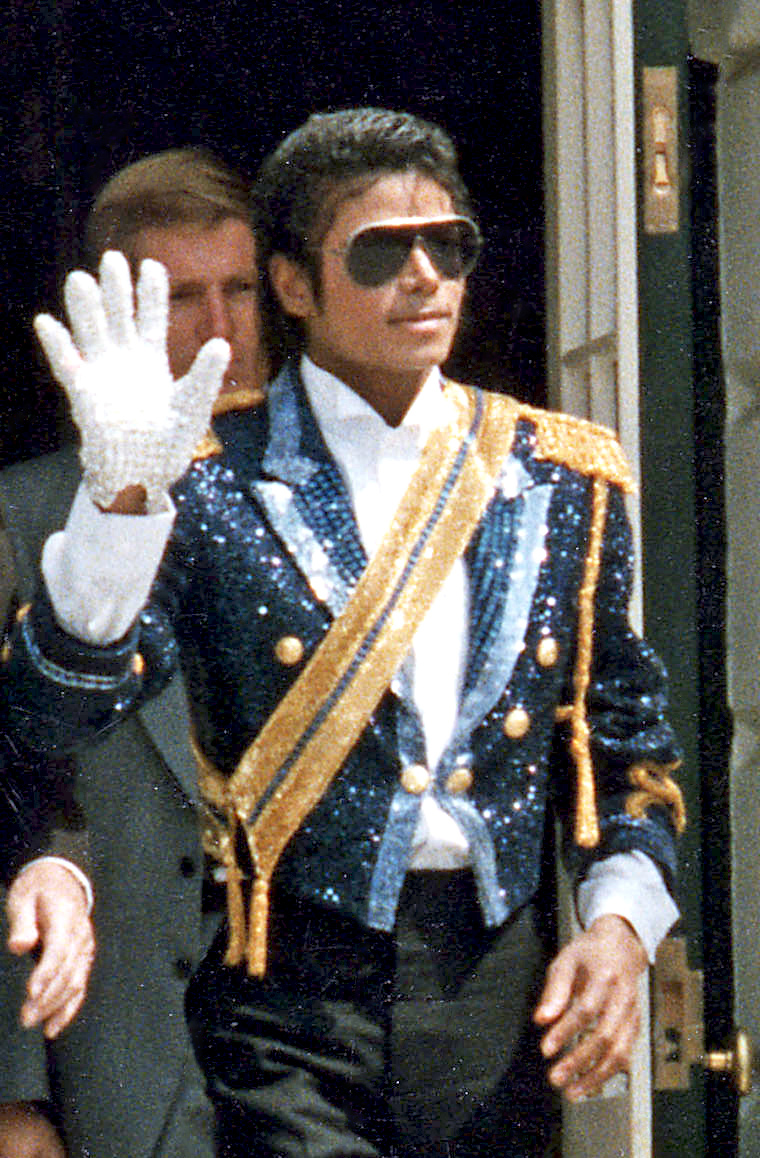
ホワイトハウスに招かれたマイケル・ジャクソン（1984年）

1982年12月、移籍後から2作目のソロアルバムとなる『スリラー』をリリース。10月には、ポール・マッカートニーとのデュエット曲「ガール・イズ・マイン」が先行シングルとしてリリースされた。
再びクインシーがプロデュースを担当したこのアルバムは、推定約7,000万枚以上を売り上げたとされており、ギネス世界記録において「史上最も売れたアルバム」として認定されている。また、収録曲9曲のうち7曲がシングルカットされ、その全ての楽曲が、全米チャートでトップ10入りするという前人未到の快挙が成し遂げられた。その価値は批評家にも認められ、2年後の第26回グラミー賞では、史上最多となる8部門を制覇する。
本アルバムの発表では、付随する革新的なミュージックビデオの数々が話題を呼び、それ以降のマイケルの作品には欠かせないものとなった。後にマイケル自身最大のヒット曲となった「ビリー・ジーン」のミュージックビデオは、「黒人音楽家の作品を放映しない」という当時の人種差別的なMTVの掟を破り、放映が解禁され、ミュージックビデオブームの先駆けとなった。
また、エディ・ヴァン・ヘイレンをギター奏者に迎えたシングル「今夜はビート・イット」のミュージックビデオでは、ロスの本物のギャングとの共演が実現し、集団でダンスを披露した。
そして、何より世界に衝撃を与えた「スリラー」のミュージックビデオは、14分にも及ぶ長さのホラー映画風のショートフィルムとして制作され、その後、現在に至るまでミュージックビデオの最高傑作として名を残している。
1983年5月、ジャクソンズの兄弟たちと「モータウン25周年記念コンサート」に出演。ジャクソンズのステージの後、ソロで「ビリー・ジーン」を歌い、後にマイケルの代名詞となるムーンウォークを初披露した。
同年10月、ポール・マッカートニーとのデュエット「セイ・セイ・セイ」を英・パーロフォンからリリース。全米チャートで1位を獲得し、マイケルのキャリアでは「ビリー・ジーン」に次ぐ2番目の大ヒットとなった。本楽曲のミュージックビデオは、後にマイケルが邸宅として購入することとなるサンタバーバラの渓谷で撮影され、姉のラトーヤも出演した。
1984年1月、ペプシのCM撮影において事故が発生し、頭部に火傷を負う。和解金によってペプシとの関係悪化は避けられたものの、頭部の皮膚の深くにまで至る傷が残った。この事故をきっかけにマイケルは鎮痛剤中毒に陥り、その後の人生が大きく狂うこととなる。なお、事故で受け取った和解金は、すべて病院に寄付された。
同年7月、5枚目となるジャクソンズのアルバム『ヴィクトリー』をリリース。『スリラー』のヒットも影響して、本アルバムは成功を収め、全米チャートでは最高4位を記録した。アルバムのリリースに際して、最後のコンサートツアー「ヴィクトリー・ツアー」も行われた。同年末、当時の最高収益を挙げたツアー終了を機に、マイケルはジャクソンズを脱退した。

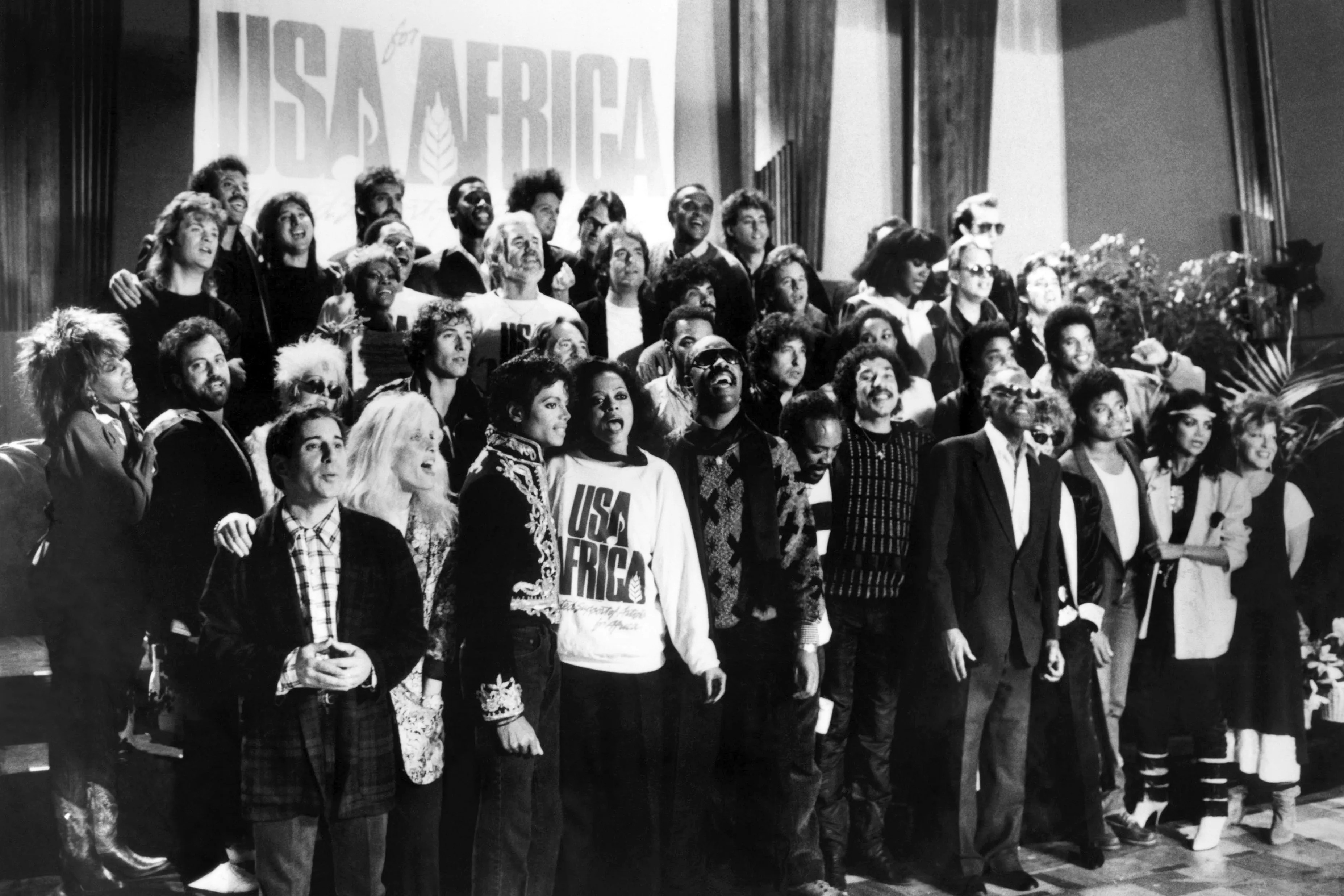
USAフォー・アフリカ（1985年）

1985年、アフリカ飢餓救済のための慈善企画「USAフォー・アフリカ」に参加。マイケルとライオネル・リッチーによる楽曲「ウィ・アー・ザ・ワールド」は、クインシーの指揮のもと、ハリウッドを代表する45人のスターが集まって録音され、最終的に全米で750万枚を売り上げた。
1986年9月、主演を務めたディズニーランドの3Dアトラクション『キャプテンEO』が公開。劇中では「ウィ・アー・ヒア・トゥ・チェンジ・ザ・ワールド」と「アナザー・パート・オブ・ミー」が、オリジナル曲として披露された。

### 「キング・オブ・ポップ」の完成

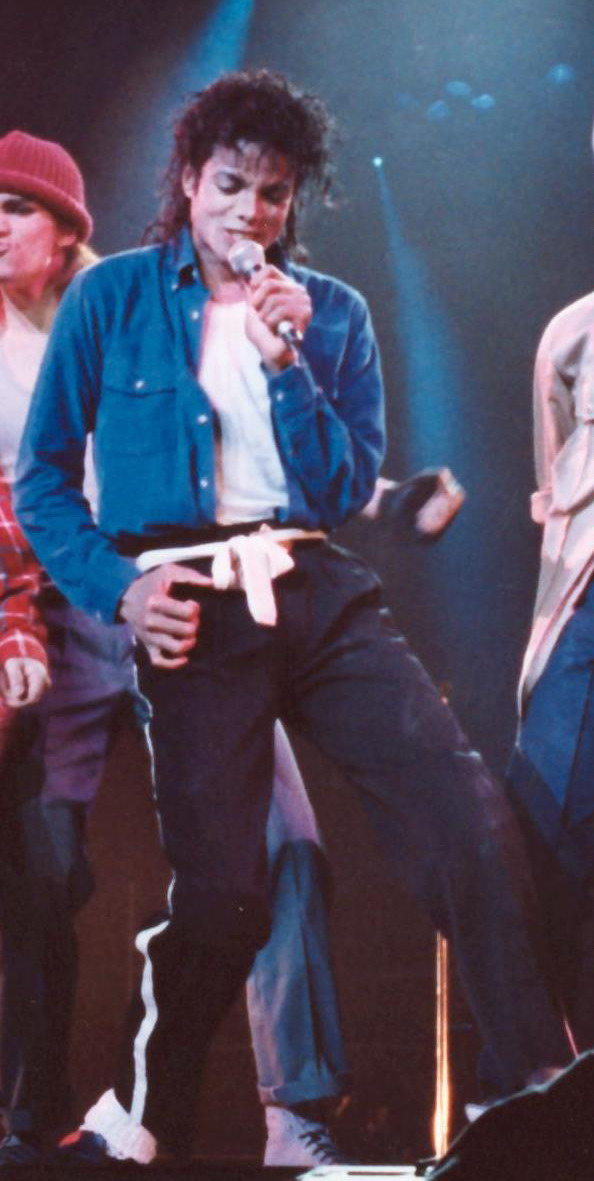
Bad World Tourで「ザ・ウェイ・ユー・メイク・ミー・フィール」を歌うマイケル・ジャクソン（1988年）

1987年8月、クインシーとの最後の作品となる第3作『バッド』をリリース。シンセサイザーの多用が生んだより先鋭的なサウンドや、「マン・イン・ザ・ミラー」に代表される世界平和や世相批判などをテーマにした楽曲が話題を呼んだ。また、表題曲「バッド」のリリースに際し、私服警官に強盗と間違えられて射殺されてしまった青年の実話を基にしたマーティン・スコセッシ監督による18分の大作ショートフィルムが制作され、前作『スリラー』に続いて、ミュージックビデオにおける革新性を示した。
本アルバムの販売数は3000万枚から4000万枚に達したとされており、前作『スリラー』は超えなかったものの、先行シングル「キャント・ストップ・ラヴィング・ユー」から5曲連続で全米チャート1位を獲得するという初めての快挙を成し遂げた。
同年9月、ソロ初のワールドツアー「バッド・ワールド・ツアー」をスタート。初演の地には日本が選ばれた。横浜公演が日本テレビで放映され、日本では「マイケル旋風」と呼ばれる大きなマイケルブームが巻き起こった。最終的に本ツアーは1989年初頭まで続けられ、4つのギネス記録を打ち立てることになる。
1988年1月、生涯で唯一の自伝「ムーンウォーク」を出版。同年11月には、田中康夫の翻訳による日本語版がCBSソニー出版から出版された。なお、2009年に河出書房新社から再刊されている。
同年5月、推定3,800万ドルで購入した豪邸「ネバーランド・ランチ」に引っ越す。
10月、マイケルが主演、および原案・製作総指揮を務めた映画『ムーンウォーカー』が公開。劇中では「スムーズ・クリミナル」や「リーヴ・ミー・アローン」などの楽曲が披露された。2年後には、本作をテーマにしたアーケードゲーム「マイケル・ジャクソンズ・ムーンウォーカー」が公開されている。
1989年、BREアワーズにおいて、ポップ・ロック・ソウルの3部門を制する。この時、エリザベス・テイラーが、マイケルを「ポップ・ロック・ソウルの真の王者」と称したことがきっかけで、マイケルは、現在に至るまで「キング・オブ・ポップ」と呼ばれるようになる。

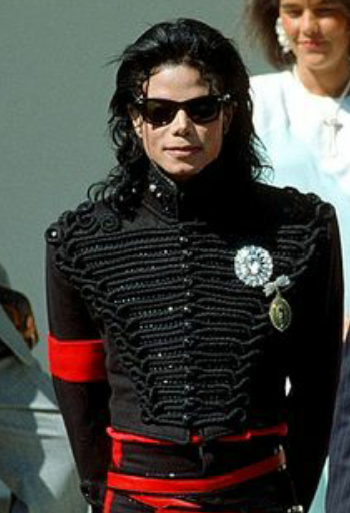
ホワイトハウスにて（1990年）

1991年11月、4年ぶりとなる新作アルバム『デンジャラス』をリリース。3作品を続けて手掛けてきたクインシーに代わり、ニュー・ジャック・スウィングの先駆者であるテディ・ライリーがプロデューサーとして迎えられ、これまで以上にソリッドなサウンドを目指した。アルバムの売上は前作『バッド』を上回り、多くのシングルヒットが生まれた。特に、先行シングル「ブラック・オア・ホワイト」は、人種の壁を乗り越えようという歌詞が多くの人に受け入れられ、20の国のチャートで1位を獲得した。マコーレー・カルキンと共演したショートフィルムも話題となり、劇中の演出では、モーフィングと呼ばれる映像技術が使用された。
1992年2月、ガボンの名誉勲位・メリット勲位が贈られる。
同年6月、2度目のワールドツアー「デンジャラス・ワールド・ツアー」をスタート。収益金は、すべてヒール・ザ・ワールド基金に寄付された。
7月、シングル「ジャム」のショートフィルムにて、マイケルとともに「MJ」のイニシャルを持つNBAの選手、マイケル・ジョーダンと共演。
1993年1月、スーパーボウル・ハーフタイムショーに出演。低迷していた「スーパーボウル」の視聴率の回復に貢献した。これ以降、有名音楽家のハーフタイムショー出演が恒例となった。
同年2月、オプラ・ウィンフリー・ショーに出演。インタビューでは、さまざまな疑惑に答え、肌が白くなってしまう尋常性白斑に罹患していることを初めて明かした。

### 性的虐待訴訟と2度の結婚
1993年8月、ジョーディ・チャンドラーに性的虐待の訴訟を起こされる。これを受け、11月、開催中であった「デンジャラス・ワールド・ツアー」の中止を余儀なくされた。裁判ではジョーディの父・エヴァンによる恐喝があったことが明らかとなり、さらにジョーディの証言にも多数の矛盾が発覚する。ところが、裁判が推定7年近くかかることや、マイケルが精神的に危険な状態にあったことなどにより、音楽活動への多大な影響を懸念して、マイケル側は和解金を支払うことを選択した。ここで和解を結んでしまったことで、世間からは偏見の目を向けられることとなり、この問題は後のマイケル・ジャクソン裁判まで尾を引いてしまった。
1994年5月、エルヴィス・プレスリーの娘であるリサ・マリー・プレスリーと結婚。
1995年6月、2枚組のアルバム『ヒストリー パスト、プレゼント・アンド・フューチャー ブック1』をリリース。本アルバムは、1枚目が『HIStory Begins』と銘打たれたベスト盤、2枚目が『HIStory Continues』と呼ばれる未発表曲集(新曲集)という特異な構造が特徴であった。作中では、全米に蔓延する社会問題の数々や、1993年の訴訟以降より強まることとなった世間からのバッシングに対するマイケルの怒りや悲愴が、これまでにないほど直接的に表現された。
先行シングルとして、妹・ジャネットとのデュエット「スクリーム」がカットされ、そのショートフィルムは「史上最も費用の使われたミュージックビデオ」として、ギネス世界記録に認定された。同年8月にシングルカットされた「ユー・アー・ナット・アローン」は、全米チャートで史上初となる初登場1位を記録するという前人未到の快挙を成し遂げ、こちらもギネス世界記録に認定された。環境問題を扱った10月リリースのシングル「アース・ソング」は、アメリカでは環境問題には鈍感だったために受け入れられなかったにもかかわらず、イギリスでは全英シングルチャートで6週間連続で1位に輝き、自身最大のヒット曲となった。
アルバムジャケットになっているマイケルの銅像はレプリカが世界各地に展示され、日本でも阪神・淡路大震災の復興支援として神戸のポートアイランドに期間限定で展示された。
同年9月にはMTV Video Music Awardsで15分に渡るパフォーマンスを披露、「スクリーム」で3部門を受賞した。この時のパフォーマンスの模様は『ヒストリー・オン・フィルム VOLUME II』にも収録された。
12月、HBOが企画する一夜限りの番組『ワン・ナイト・オンリー』の為の準備を進めるが、リハーサル中に倒れ入院。12日に退院するものの番組は中止。
1996年1月、リサ・マリー・プレスリーと離婚。
同年9月、3度目のワールドツアー「ヒストリー・ワールド・ツアー」をスタート。このワールドツアーの売り上げは1億6500万ドルであり、観客動員数はマイケル・ジャクソンのワールドツアーの中では最多の450万人である。
10月には、主演・製作総指揮・脚本を務めた短編映画『マイケル・ジャクソン 「ゴースト」』を公開。劇中では、表題曲「ゴースト」や「イズ・イット・スケアリー」などの新曲が披露され、本映画は、カンヌ国際映画祭にて上映された。
11月、デビー・ロウと結婚。
1997年5月、ジャクソン5として、ロックの殿堂入りを果たす。
同月、リミックス・アルバム『ブラッド・オン・ザ・ダンス・フロア: ヒストリー・イン・ザ・ミックス』をリリース。前作『ヒストリー』収録曲のリミックス集に、新たな未発表曲が5曲加えられた形でリリースされた。ほとんどプロモーションは行われなかったにもかかわらず、リミックス・アルバムとしては史上最高となる600万枚の売上を記録した。
1999年6月、有志の友人たちと共にチャリティコンサート「マイケル・ジャクソン & フレンズ」を開催。収益金は、赤十字社、ユネスコ、ネルソン・マンデラ子供基金に寄付された。
同月、デビーと離婚。
2001年3月、ソロ・アーティストとして史上最年少でのロックの殿堂入りを果たす。
同年9月には「マイケル・ジャクソン 30周年記念ソロ・イヤーズ」を開催。ジャクソン5の再結成が行われたほか、次のアルバム『インヴィンシブル』の先行シングル「ユー・ロック・マイ・ワールド」も披露された。

### 晩年 — ソニー戦争、2度目の裁判、ツアー『THIS IS IT』
2001年10月、生前最後のスタジオ・アルバムとなる『インヴィンシブル』をリリース。本アルバムでは、ロドニー・ジャーキンスをはじめとした若手プロデューサーの起用で時流に乗りつつも、自身の声を主体としたバラードの制作により精力が注がれた。全米1位は獲得したものの、最終的な売上枚数は1,000万枚程度と、従来の作品と比べて伸び悩んでしまったことで、1990年代後半に始まったソニー戦争と呼ばれるマイケルとソニーとの確執が表面化するようになる。
同月、アメリカ同時多発テロの被災者支援のため、ワシントンD.C.・RFKスタジアムにてチャリティコンサートを開催、新曲「ホワット・キャン・アイ・モア・ギブ」も披露。約300万ドルの収益を集めた。
2002年1月、アメリカン・ミュージック・アワードでアーティスト・オブ・ザ・センチュリー賞を受賞。
4月には、民主党全国委員会によるパーティーにて、「ヒール・ザ・ワールド」を含む3曲を披露。本公演が、彼が生涯最後に人前で踊ったコンサートとなった。

2003年11月、ベスト・アルバム『ナンバー・ワンズ』をリリース。先行シングルとして「ワン・モア・チャンス」がリリースされた。

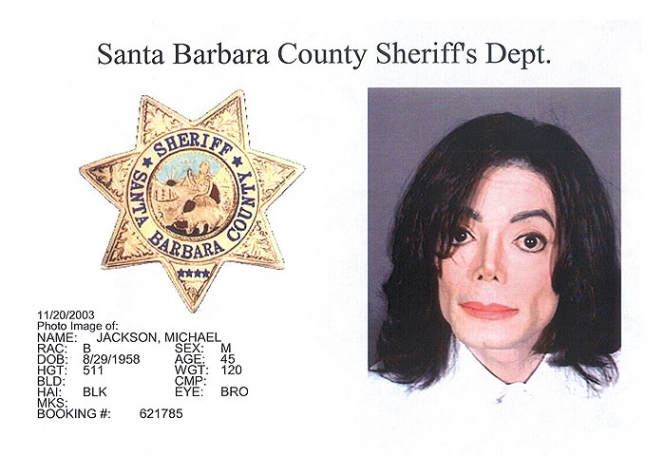
逮捕時のマグショット（2003年）

同月、ギャヴィン・アルヴィーゾへの性的虐待疑惑で逮捕される。1993年の訴訟とは違い、今回は刑事裁判にかけられ、マイケル・ジャクソン裁判として全世界の注目を受けることとなる。
2004年11月、ボックス・セット『マイケル・ジャクソン: アルティメット・コレクション』をリリース。往年の代表曲に数々の未発表音源を織り混ぜたCD4枚と、「デンジャラス・ワールド・ツアー」ブカレスト公演を収録したDVD1枚が収録された。
同年にはイギリス音楽の殿堂入りを果たした。
2005年6月、裁判のすべての起訴事実に関して、無罪が言い渡される。
同年7月、ライブDVD『ライヴ・イン・ブカレスト』をリリース。なお、内容は『マイケル・ジャクソン: アルティメット・コレクション』に収録されたものと同じものである。
2006年5月、訪日。無罪判決後、初めて公の場に姿を表した。日本滞在中は、MTVジャパンのレジェンド・オブ・ミュージック・アワードを受賞したほか、フジテレビ系列のバラエティ番組『SMAP×SMAP』にサプライズゲストとして出演し、SMAPとの共演が実現した。これが生涯唯一のバラエティ番組出演となった。
2008年2月、企画盤『スリラー 25周年記念盤』をリリース。『スリラー』収録曲のリミックスが収められ、エイコン、カニエ・ウェスト、ウィル・アイ・アム、ファーギーなどが参加した。
同年8月、生前最後となるベスト・アルバム『キング・オブ・ポップ』をリリース。本アルバムは、マイケルの生誕50周年を記念して企画され、インターネット上で行われた投票で各国独自に収録曲が決められた。完全生産限定盤としてリリースされ、全ての国のバージョンにボーナストラックとして「スリラー・メガミックス」が収録された。
2009年3月、ロンドンにて記者会見を開き、O2アリーナで自身最後のツアー「THIS IS IT」を開催することを発表。チケットが売り出されると、数時間で50公演分が完売した。
2009年6月25日、自宅にて心肺停止状態に陥り、同日午後2時26分、カリフォルニア州の病院で死去。死因については様々な説があるが薬の過剰摂取が原因といわれており、主治医のコンラッド・マーレーは後に過失致死罪の有罪判決を受けている。

## 没後
マイケル・ジャクソンの死は世界に大きな衝撃を与え、直後にはグーグルやツイッター（現・X）、ウィキペディアなどのウェブサイトが過負荷によりクラッシュする事態が発生したほか、各国のチャートでマイケル・ジャクソン関連の作品が急上昇する現象が起きた。追悼式は世界中から25〜30億人が視聴したといわれ、「Michael Jackson」は2009年のグーグルの検索ワードランキングで1位となった。フォーブス誌「セレブの死後収入ランキング」では2012・2021・2022年を除く没後全ての年で1位を獲得するなど、死後も彼の人気や影響力は圧倒的な強さを誇る。

### 死後のリリースや報道
2009年10月、予定されていたO2アリーナでの公演のリハーサル映像を収めたドキュメンタリー映画『マイケル・ジャクソン THIS IS IT』が公開。翌年リリースされたBlu-rayは、オリコン歴代4位の売上を記録している。

2010年6月25日、マイケル・ジャクソンが亡くなってから一年であるこの日に、ドキュメンタリー映画『マイケル・ジャクソン キング・オブ・ポップの素顔』が公開。

Googleにおける2009年6月25日の「Michael Jackson」のアクセス数の推移。左の矢印は、マイケル死亡が確認された14時26分、右は死亡が報道された14時44分

同年12月、死後初のスタジオ・アルバム『MICHAEL』がリリース。本アルバムは、『スリラー』制作段階で収録候補となっていたイエロー・マジック・オーケストラ「ビハインド・ザ・マスク」のカバーをはじめ、生前に録音された10の未発表音源が集められた作品として、注目を集めた。しかし、プロモーションの時点から、一部の収録曲の歌唱に関して「マイケルによるものではないのではないか」という疑惑がかけられた。ソニーは一貫してその疑惑を否定してきたものの、2022年にはその一部楽曲をストリーミング配信から取り下げている。
2011年1月、ドキュメンタリー映画『マイケル・ジャクソン ライフ・オブ・アイコン 想い出をあつめて』が公開。ホイットニー・ヒューストンなど、生前の友人やマネージャー、アーティストたちが、マイケルとの想い出を語っている。
同年11月、リミックス・アルバム『イモータル』がリリース。シルク・ドゥ・ソレイユによる同名のトリビュート・ツアーのサウンドトラック盤としてリリースされた。
2012年9月、『バッド25周年記念盤』がリリース。2012年版リマスターの施されたオリジナル盤の他、同時期に録音された未発表音源、最新リミックス、および1988年のロンドン公演の模様を収めたDVD『ライヴ・アット・ウェンブリー』を同梱している。記念盤のリリースに合わせて、スパイク・リー監督によるドキュメンタリー映画『BAD25』も公開された。
2014年5月、生前の未発表曲を集めたスタジオ・アルバム第2弾『エスケイプ』がリリース。ビルボード・ミュージック・アワードでは「スレイヴ・トゥ・ザ・リズム」のホログラムパフォーマンスが話題を呼んだ。8月には「ア・プレイス・ウィズ・ノーネーム」がシングルカットされ、ショートフィルムは、Twitterで先行公開された。
同年11月、イギリスのロックバンド・クイーンのコンピレーション・アルバム『クイーン・フォーエヴァー』に、フレディ・マーキュリーとのデュエット曲「生命の証」が収録。
2015年6月、『オフ・ザ・ウォール』から『デンジャラス』までの計4作がリマスターされて再発売。
2016年2月、『オフ・ザ・ウォール』のデラックス盤がリリース。スパイク・リー監督によるドキュメンタリー『マイケル・ジャクソンの旅:from モータウン to オフ・ザ・ウォール』が収録された。
2017年、アルバム『スクリーム』がリリース。マイケルが毎年楽しみにしていた、ハロウィンがテーマのアルバム。
2019年3月、記事にて純資産が約5億ドルとなったと報道された。
2022年2月、「デンジャラス・ワールド・ツアー」に至るまでのマイケルの人生を描いたジュークボックス・ミュージカル『MJ the Musical』の本公演がブロードウェイで開幕。翌年には全米ツアーがスタートし、24年にはロンドンのウエスト・エンドにあるプリンス・エドワード劇場、およびハンブルクのエルベ河畔にあるステージ・シアターでも公演が行われている。
2022年11月、『スリラー 40周年記念盤』がリリース。未発表のデモ音源やレア音源を含む全10曲が収録され 『MICHAEL』に収録されたイエロー・マジック・オーケストラの「ビハインド・ザ・マスク」のデモ版や、「スリラー」の原型となった「スターライト」などが収録された。
2023年6月18日、ドキュメンタリー映画『マイケル・ジャクソン：最後のカーテンコール』が日本初放送。マイケル・ジャクソンはなぜ最後のコンサートツアー(THIS IS IT Tour)を開催することを望んでいたのか、また、マイケル・ジャクソンの心肺停止時の110番通報の音声などが収録されている。
2026年4月、伝記映画『マイケル（原題）』が公開予定。マイケル役は甥のジャファー・ジャクソンが務め、監督はアントワーン・フークアが務める。

## 受賞・殿堂入り記録
これまでに350以上の賞を受賞している。また、ロックなどさまざまな分野で、殿堂入りを果たしている。

## パフォーマンス

### 歌唱法
4オクターブもの音域を持つといわれるマイケルは、その独特な歌声で人気を博してきた。ジャクソン5時代から、『オフ・ザ・ウォール』の頃までは、声のよく通るソウルフルな歌唱法が見られるが、『スリラー』以後は、よりポップやロック色が強まり、年を重ねるごとに深みを増していった。
マイケルは、キャリアを通じて歌唱力を維持するための努力を欠かさなかった。2001年リリース『インヴィンシブル』収録の「2000ワッツ」では、デジタル処理で声を加工したのではないか（実際は加工されていない）と囁かれたほど低い声で歌っていた一方で、同アルバム収録の「バタフライズ」では、驚くほど柔らかなファルセットを披露するなど、その多彩なボーカルレンジは、晩年まで健在であった。
ボイスパーカッションも得意としており、楽曲を思いついたときには、まずそれをテープレコーダーに録音していたという。1993年のオプラ・ウィンフリー・ショーにて「フー・イズ・イット」をボイスパーカッションのみで披露しているほか、1995年リリースの「タブロイド・ジャンキー」では、曲の基本ビートとして、ボイスパーカッションを導入している。

### ダンス

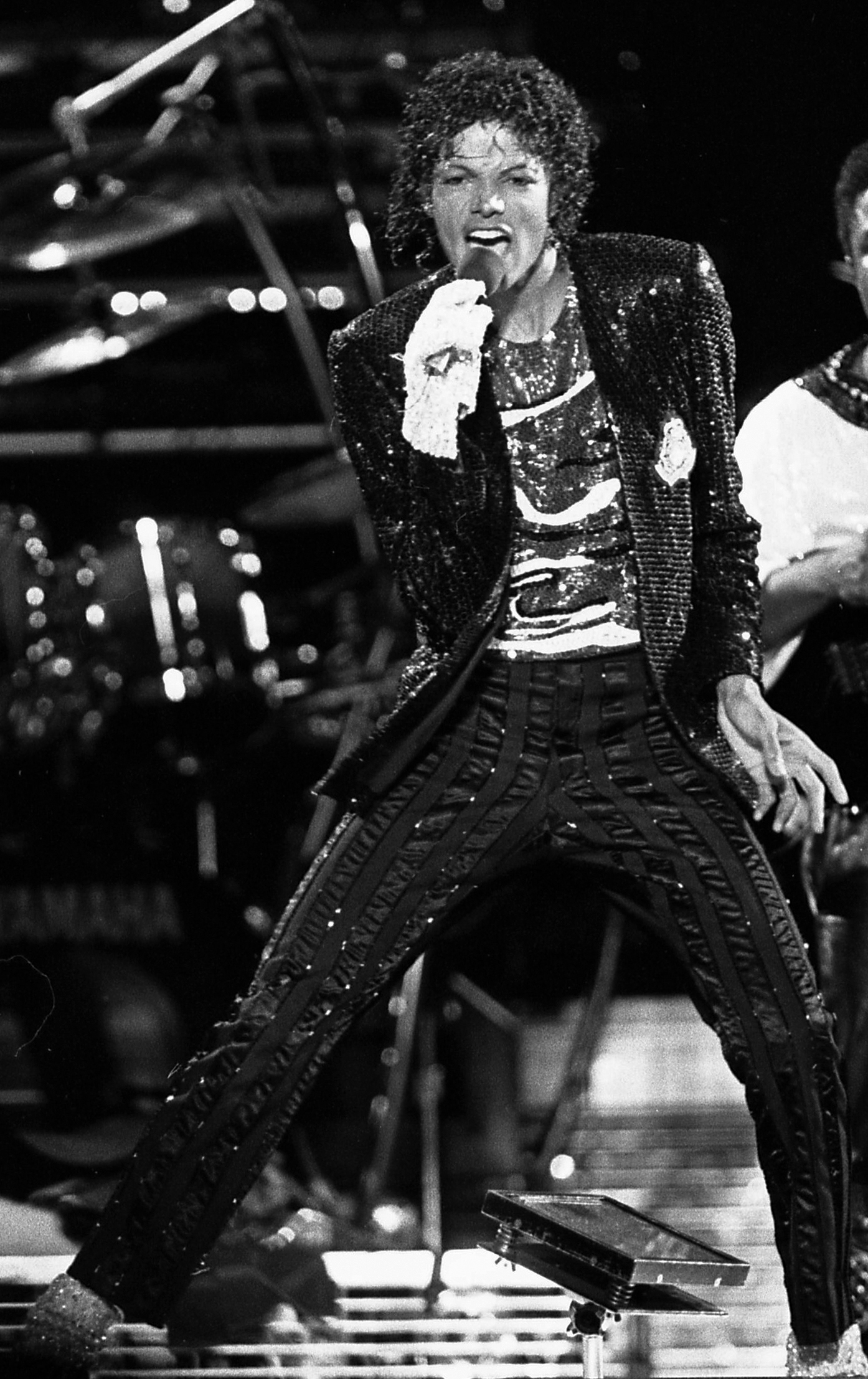
1984年、The Victory Tourでのマイケル

「ビリー・ジーン」のパフォーマンスで必ず披露される「ムーンウォーク」をはじめ、爪先立ち、スピン、足で蹴る動きなど、マイケル・ジャクソンのダンスは、フレッド・アステアなどに強い影響を受けており、キャリアを通じて彼を象徴する代名詞となっていった。アステアについて、「最も影響を受けた人物の1人」「幼い頃から真似をしていた」と発言している。また、アステアとマイケルは、個人的に親交があり、80歳を超えた晩年のアステアに請われて、マイケル自身がムーンウォークのレクチャーをしたこともある。モータウン25周年記念コンサートでのパフォーマンスはアステアから称賛を受けた。
「スムーズ・クリミナル」の振付に登場する、体全体を斜め45度に傾くパフォーマンスは「ゼロ・グラヴィティ」と呼ばれ、行うのに必要な特殊な靴の開発において、特許を取得している。また、マイケルは、パントマイマーとしても知られる。「パントマイムの神様」と称されるマルセル・マルソーは「マイケルは生まれながらのパントマイム・アーティストだ」と語っていたという。

### ファッション
1986年の『キャプテンEO』以降、マイケルの衣装は、マイケル・ブッシュとデニス・トンプキンスが担当している。ブッシュによると、マイケルは、衣装が会場の最後尾の観客にも見えるよう考慮したため、衣装の多くはラインストーンで覆われたものにしていたという。ルーズソックスにもラインストーンが散りばめられていたが、ブッシュの高度な縫製技術をもってしてもマイケルの激しいパフォーマンスには耐えられず、コンサート終盤にはラインストーンが落ちてしまう。そのため、ブッシュは夜通し修復を行っていたという。「ゼロ・グラヴィティ」の特許を開発したのもブッシュである。この仕掛けが成功したとき、マイケルは感動の涙を流したという。

## ディスコグラフィ

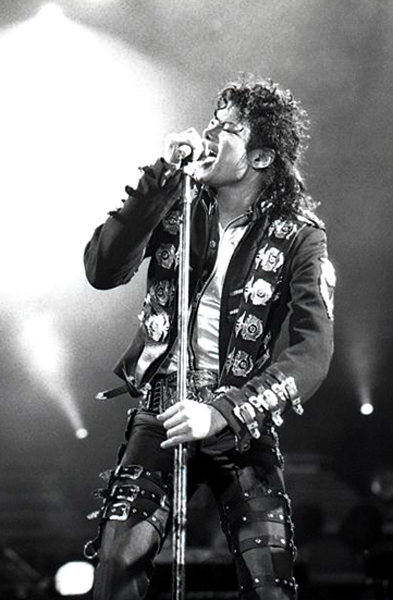
「Bad World Tour」オーストリア公演（1988年）

### スタジオ・アルバム
1. 『ガット・トゥ・ビー・ゼア』（1971年）
2. 『ベンのテーマ』（1972年）
3. 『ミュージック・アンド・ミー』（1973年）
4. 『フォーエヴァー・マイケル』（1975年）
5. 『オフ・ザ・ウォール』（1979年）
6. 『スリラー』（1982年）
7. 『バッド』（1987年）
8. 『デンジャラス』（1991年）
9. 『ヒストリー パスト、プレズント・アンド・フューチャー ブック1』（1995年）
10. 『インヴィンシブル』（2001年）

### 死後に発表されたコンピレーション・アルバム
1. 『MICHAEL』（2010年）
2. 『エスケイプ』（2014年）

### 1位獲得シングル（全米・全英）
- Billboard Hot 100と全英シングルチャートの総合部門に基づく。

1. 「ベンのテーマ」（1972年、全米）
2. 「今夜はドント・ストップ」（1979年、全米）
3. 「ロック・ウィズ・ユー」（1979年、全米）
4. 「想い出の一日」（1981年、全英）
5. 「ビリー・ジーン」（1983年、全米・全英）
6. 「今夜はビート・イット」（1983年、全米）
7. 「セイ・セイ・セイ」（1983年、全米）
8. 「キャント・ストップ・ラヴィング・ユー」（1987年、全米・全英）
9. 「バッド」（1987年、全米）
10. 「ザ・ウェイ・ユー・メイク・ミー・フィール」（1987年、全米）
11. 「マン・イン・ザ・ミラー」（1988年、全米）
12. 「ダーティー・ダイアナ」（1988年、全米）
13. 「ブラック・オア・ホワイト」（1991年、全米・全英）
14. 「ユー・アー・ナット・アローン」（1995年、全米・全英）
15. 「アース・ソング」（1995年、全英）
16. 「ブラッド・オン・ザ・ダンス・フロア」（1997年、全英）

## 公演

### ワールドツアー
| タイトル                       | 開催日                         | 公演回数        | 総観客動員数 | 収録作品                                                  | 備考                               |
| ------------------------------ | ------------------------------ | --------------- | ------------ | --------------------------------------------------------- | ---------------------------------- |
| バッド・ワールド・ツアー       | 1987年9月12日 - 1989年1月27日  | 15か国・123公演 | 440万人      | ライヴ・アット・ウェンブリー                              | 自身初のソロツアー                 |
| デンジャラス・ワールド・ツアー | 1992年6月27日 - 1993年11月11日 | 69公演          | 320万人      | ライヴ・イン・ブカレスト                                  | 性的虐待疑惑等による心労により中断 |
| ヒストリー・ワールド・ツアー   | 1996年9月7日 - 1997年10月15日  | 35か国・82公演  | 450万人      | 未発売（DVD発売用にミュンヘン公演の模様が記録されている） |                                    |

### その他公演
| タイトル                        | 開催日                       | 公演回数         | 総観客動員数 | 収録作品                        | 備考                               |
| ------------------------------- | ---------------------------- | ---------------- | ------------ | ------------------------------- | ---------------------------------- |
| マイケル・ジャクソン & フレンズ | 1999年6月25日・27日          | 2か国・2公演     | -            | 未発売                          | チャリティーコンサート             |
| 30周年記念ソロ・イヤーズ        | 2001年9月7日・10日           | アメリカ・2公演  | -            | 未発売                          | 自身のソロ活動30周年記念コンサート |
| THIS IS IT                      | 2009年7月13日 - 2010年3月6日 | ロンドン・50公演 | 75万人       | マイケル・ジャクソン THIS IS IT | マイケル本人の急死により中止       |

#### 日本公演
1973年 "In Japan!（ジャクソン5）"
　4月27日 東京音楽祭スペシャルゲスト、初来日（TBS）帝国劇場
　4月28日 広島郵便貯金ホール
　4月30日 大阪厚生年金会館
　5月1日大阪フェスティバルホール
　5月2日日本武道館
1987年 "Bad Tour 1987"
　9月12日,13日,14日 後楽園球場
　9月19日,20日,21日 阪急西宮球場
　9月25日,26日,27日,10月3日,4日 横浜スタジアム
　10月10日,11日,12日 大阪球場
1988年 "Bad Tour 1988"
　12月9日,10日,11日,17日,18日,19日,24日,25日,26日 東京ドーム
1992年 "Dangerous Tour 1992"
　12月12日,14日,17日,19日,22日,24日,30日,31日 東京ドーム
1993年 "Dangerous Tour 1993"
　9月10日,11日 福岡ドーム
1996年 "HIStory Tour 1996"
　12月13日,15日,17日,20日 東京ドーム
　12月26日,28日 福岡ドーム

## 人物

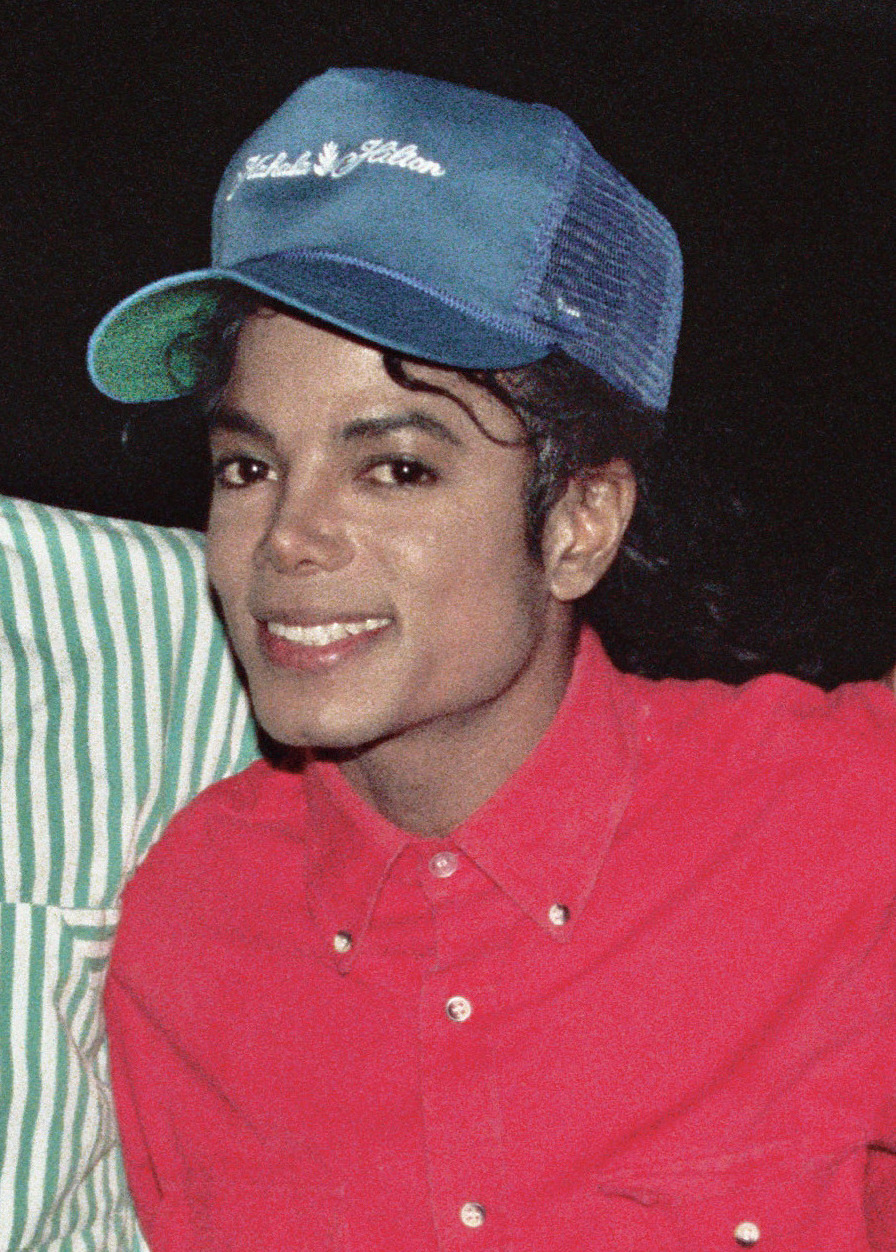
マイケル・ジャクソン（1988年）

### 趣味
ゲーム好きとして知られる。自宅には、大量のアーケードゲームを所有していた。日本メーカーのゲームは特にお気に入りで、中でも熱烈なセガのファンであったというマイケルは、自身を題材としたセガのゲーム「マイケル・ジャクソンズ・ムーンウォーカー」で監修を務めた。「スペースチャンネル5」では、開発者に直接出演を依頼したという。また、来日した際に、「ギャラクシーフォース」の大型筐体版をプレゼントされたという逸話や、「SEGA R360」を購入したが、自宅に入れるために自宅を改築した逸話もある。また、セガ社内を訪れたときに「パワードリフト」で、中裕司と対戦し、負けたこともある。

### 自宅
生家は貧しかったこともあり、一軒家に家族11人で住んでいた。1988年、推定3,800万ドルで建築したネバーランド・ランチ（通称：ネバーランド）は、敷地面積が約2,700エーカー（1,092万平方メートル）に及び、遊園地、動物園、ゲームセンター、マンション、レコーディングスタジオなどが併設されており、敷地には、機関車が走っている。マイケルは、この豪邸を自分のためだけに使うのではなく、病気や貧しい子どもたちを招くなど、チャリティーにも使っていた。しかし、晩年、マイケルがバンク・オブ・アメリカから2億7,000万ドル以上の負債を抱えていたことにより、ネバーランドは抵当に入ることとなる。2005年5月、ディストレス債権が、バンカメからフォートレス・インベストメント・グループへ売却され、2008年5月、コロニー・キャピタルとマイケルの合弁会社であるシカモア・ヴァレー・ランチ・カンパニーに売却され、2014年8月、コロニー・キャピタルによる売却が決定した。
マイケルが息を引き取ったロサンゼルス・ホーンビーヒルズの豪邸は、敷地面積1,545坪のフランスのシャトーを模した造りになっている。7つの寝室とトイレが13室あるほか、スポーツジム、試写室、スパが設備されており、試飲部屋つきのワインセラーを備えているほか、ガレージには、7台の車を収容することができるという。マイケルは、家賃10万ドルで、子どもたちと同居していた。マイケルの死後に2千数百万ドルで売りに出され、2012年に買い手がついた。
生前は、他にも多数の豪邸を所持しており、死後もカリフォルニア州エンシノの豪邸は、エステートが管理を続けている。

### 家族関係
父・ジョセフから少年時代に児童虐待を受けていたことを明かしている。歌とダンスのレッスンは非常に厳しく、ベルトなど、その場にあるものを何でも使って叩かれたという。その様子を見た母・キャサリンは「やめて！死んじゃうわ！殺しちゃうわ！」と泣き叫んでいたという。また、虐待は身体のみに留まらず、「デカ鼻」などと、容姿も揶揄され続けたという。
1人目の妻、リサ・マリー・プレスリーとは、2年足らずで離婚している。離婚理由について、リサは「普通の結婚生活だった。セックスもしていた。しかし彼がある時点で、彼の血を吸い取るような人たちとドラッグか、または彼らか私かを選ばなくてはいけなくなり、彼は、私を遠ざけることを選んだ」と語っている。
2人目の妻、デビー・ロウは「セックスはまったくなかった」と証言している。異人種間で生まれた子供にもネグロイド的な容姿の特徴が一部は見られるはずだが、マイケルの子はコーカソイド的な特徴ばかりが目立っている点に疑問を感じる人は少なくない。
マイケルは、一貫して3人の子供の父親であると主張し続けてきた経緯があるが、2015年、SNSにて長男のプリンス・ジャクソンは、マイケルが実の父親ではないと認める発言をした。次男のビージー・ジャクソン（2015年にブランケットからビージーに改名。プリンス・マイケル2世）は、代理母によって誕生している。
一方で、子どもに対しては、プライバシーを守ることに気を遣っていた。3人の子どもの中でも、パリスは、特に父を慕っており、寝室の壁をマイケルのポスターで覆っているという。

### 交友関係
マイケルは、多くの著名人との親交で知られる。南アフリカ大統領のネルソン・マンデラとは、家族のような仲だった。マイケルの訃報を聞いた彼は、追悼のコメントを残している。
ダイアナ・ロスには、中学生時代に告白したが、振られている。そのとき、マイケルは「もう一生結婚なんてしない」とまで言ったが、結局は2度結婚している。失恋後も、友人関係は保たれており、ダイアナは、マイケルの遺児の後見人にも指名されている、とゴシップサイトは報じている。
1980年代初頭までは、イギリスの音楽家であるポール・マッカートニーやフレディ・マーキュリーとの親交もあった。アルバム『スリラー』の制作に合わせ、両者とのデュエット曲の制作も行われた。また、女優のエリザベス・テイラーとは、親友であった。

### 慈善活動
マイケルは、活発な慈善活動家だった。推定5億ドル以上が、チャリティーに寄付されていることで知られており、39のチャリティー団体への支援によってギネス世界記録にも認定されている。また、ガンの子どもを金銭のみならず、精神的にサポートして助けたり、難病に苦しむ子どもたちをネバーランドに招待し、楽しませてあげたりするなど、生涯を通じて献身的な人柄だった。また、そのような夢心地の優しい性格が、心ない人々に漬け込まれることに繋がり、数ある多くのトラブルの原因になった。
幼い頃から、両親の許可が降りれば、お小遣いでキャンディを大量に買い占め、近所の子どもたちに配る、母・キャサリンのささやかなアクセサリーまでも、学校の先生にプレゼントしてしまうなど、その前触れは見られたという。また、ホームレスの人を見ると放っておけず、車を停め、ポケットからありったけのお金を提供し、励ましていたという。

## 疑惑・論争
マイケルを取り巻く噂話、訴訟、論争の数は計り知れないが、中には真実と完全に相反するものや事実関係を裏付ける十分な証拠が存在しないものも多い。

### 性的虐待疑惑と裁判
マイケルは、少年に対する性的虐待をしたとして2度の疑惑をかけられ、それぞれ民事裁判と刑事裁判が行われたが、有罪判決を受けたことは一度もない。この一連の疑惑について、FBIも10年以上に渡る捜査と監視を行ったが、FBIはマイケルが有罪であるという証拠を一切発見できず、無実だったと結論づけている。
2019年には、マイケルから子どものときに性的虐待を受けたと主張する2人の男性の告白を中心としたドキュメンタリー映画「ネバーランドにさよならを」が公開された。

### エプスタインの容疑とは無関係
2019年7月6日、アメリカの富裕な実業家であったジェフリー・エプスタインが逮捕された。彼は児童への性的暴行などの容疑で有罪となった。エプスタインは広い人脈を持つことで知られており、マイケルとの交友もあると報道された。
エプスタインの告発者、ヨハンナ・ショーバーグ氏は、南フロリダの高級都市にあるエプスタインの邸宅で、夕食会に出席したマイケルを見かけたものの、彼に性的サービスは行っていないと証言した。マイケルは夕食会で有名な奇術師デビッド・カッパーフィールド氏と会い、彼の手品を見学したとのことである。
エプスタインが女性や少女の人身売買を行なったとされる米領ヴァージン諸島にあるリトル・セント・ジェイムズ島にはマイケルは訪れていない。

### 隠し子疑惑
2014年3月、ミキ・ハワードの息子で歌手のブラントン・ハワードが、DNA型鑑定を受けた結果、99.9%の確率でマイケルの子供であると判明したという報道がなされた。ブラントンは、この件について、DNA鑑定はマイケル・ジャクソンが付けていた歯科用器具をオークションで手に入れたビバリーヒルズの歯科医が、器具からマイケルのDNAを採取し、勝手に行った、と述べた。この報道について、ブランドンは、ビデオコメントを発表し、「僕はマイケル・ジャクソンとのDNA鑑定なんて認めた覚えはない」「テレビのドキュメンタリーの中で、僕のDNAのサンプルを渡すことに同意したんだ。こんなふうに使われるなんて思いもよらなかった」、「これまで一度も自分がマイケル・ジャクソンの息子であると主張したことはないし、遺産を狙う意思も一切ない」と、疑惑を断固否定。ブランドンの実父であるオージー・ジョンソンも「ブランドンは俺の息子である」、「DNA鑑定を受けてもかまわない」と、メディアに話した。また、ブラントンが産まれた時期などから、マイケルのヒット曲「ビリー・ジーン」は、ミキ・ハワードのことを歌ったものではないかという噂もあったが、ミキ・ハワードは、これを否定している。また、マイケル本人も生前、「ビリー・ジーンは実在する誰のことでもない」としている。なお、ミキ・ハワードとマイケルが交際しているとの報道は、過去にされていない。その後、鑑定結果用紙が偽物であったと一部で報じられるなど、鑑定の信憑性自体に疑問が出ている。

### ソニーとの確執
1990年代後半から晩年にかけて、マイケルとソニー・ミュージックエンタテインメントの関係は険悪だった。「予算1,000億円規模で7枚のスタジオ盤＋ベスト盤」を条件にソニーと契約していたマイケルは、2001年のアルバム『インヴィンシブル』の売上不振で、ソニーに多額の負債を負っていたことや、彼が1984年に購入したビートルズの版権をソニーが押さえていたこともあって、ソニーを離れることができなかったことは背景として存在する。
2002年7月、マイケルは公の場で「トミー・モトーラは、悪魔で人種差別主義者であり、彼の同僚のアーヴ・ゴッテイに不利益な扱いをした」と発言。それに対し、ソニー側は、マイケルのプロモーションに消費した2,500万ドルが損害となったと反論した。
さらに、ソニーATVミュージックパブリッシングの版権カタログを巡って、ソニー幹部と財政相談役との争いも発生した。ソニーと対立するマイケルが、ソニーから離れた場合に大きな損失が発生することを踏まえたものだが、元マイケルの広報担当アン・マリー・カイトによれば、彼ら側近は、マイケルから膨大な額の金を着服して、陰謀を企てていたという。このことは、マイケル・ジャクソン裁判でも問題になり、弁護人のトーマス・メゼロウは、マイケルのことを「名声を失墜させようとした側近たちの被害者だ」と述べた。裁判の行方によっては、ソニー側にビートルズの版権の半分を売り渡すのではないか、というメディアの観測もあったが、マイケル側は、それは「新たな融資が組みあがったこと」であると否定している。
2006年4月、ソニーは、マイケルの借入金2億7,000万ドルに対する債務保証の見返りとして、ソニーATVミュージックパブリッシングの経営権とマイケルが保有する同社株の50パーセント（発行済株式の25パーセント）を、2億5,000万ドルで購入する権利を獲得している。また、マイケルの広報担当だったレイモン・ベインは、2009年にマイケルを相手どって、約43億円の訴訟を起こしている。

### 容姿の変化
度重なる整形手術や著しい肌の色の変化は、度々マスメディアの注目を集め、議論や憶測を呼んでいた。初めて整形手術を施したのは『オフ・ザ・ウォール』から『スリラー』の頃で、1979年にステージで負った鼻の大怪我を早急に治癒する目的があった。1984年に負った頭部の大火傷で、顔面の骨格や皮膚に後遺症が残ったことや、もともと幼い頃に、家族から「デカ鼻」とからかわれ、容姿にコンプレックスを抱いていたこともあり、その後も晩年に至るまで、鼻と顎を中心に整形手術を繰り返したとみられる。1988年の自伝『ムーンウォーク』で自身が語ったところによれば、当時、彼が施した整形手術の回数は「鼻が2回、顎が1回」であるという。
一方で、肌の色の変化は、尋常性白斑という疾患に由来するもので、死後の検死報告で公式に明らかにされた。この持病を初めて自身が告白した1993年の『オプラ・ウィンフリー・ショー』で彼が語ったところによれば、病気が進行し始めたのは『オフ・ザ・ウォール』から『スリラー』の頃で、体中の皮膚の色が、斑状に変化していったという。1990年代以降に病気は急激に進行し、外出中は、紫外線を断ち切るために常に大きな帽子、傘、メガネ、マスクの着用を余儀なくされていた。長年、彼のメイクアップを担当していたカレン・フェイは「彼も周りもずっと病気のことを隠そうとしていた。最初は白い部分を茶色のファンデーションで隠していたが、白斑が全身に広がると、白くメイクするように切り替えるしかなかった」と話している。また、1984年に負った頭部の大火傷も、病気の進行を早めたと言われている。

### 偏向報道
マイケルが、スターダムに上り詰めた1980年代中盤から晩年に至るまで、彼の私生活や容姿は、タブロイド紙を中心にマスメディアの格好のネタにされた。「声を高くするために睾丸を摘出している」「マイケルには隠し子がいる」など、大きく矛盾し、信憑性の低い噂話も大量に流れた。
こうした噂話の広まりを助長するメディアの姿勢は一部の著名人から批判されている。
- マドンナ（2009年のVMAでの追悼スピーチにて）[103]

魔女狩りが始まったのです。マイケルについてのネガティブな噂が次から次に出てきました。彼の痛みを感じました。街を歩いていて世界中が敵になったように感じるのがどういうことなのか、私は知っています。リンチを行う群集の叫び声が大きすぎるために自分の声は届かないと悟り、どうすることも、自己防衛すらもできないと感じるのがどういうことなのか、私は知っています。彼が家族やキャリアの再建に勤しむ中、世間は批判に徹しました。
- アフロダイテ・ジョーンズ（2005年のマイケル・ジャクソン裁判に関する報道について）

当時のメディアは、マイケルを標的にし、彼の破滅を企てていた。メディア関係者の中には、検察側の主張に合わせて、報道を歪めるような不公平な偏向報道をしていた者もいた。自らも以前は、テレビ視聴者にマイケルが有罪と思い込ませるようなコメントをしていた。2200ものメディア関係者が裁判を取材したが、自らの偏向報道を認めた者はほんの少ししかいない。

（自著『マイケル・ジャクソン裁判 あなたは彼を裁けますか？』）
- トーマス・メゼロウ弁護士（2005年のマイケル・ジャクソン裁判に関する報道について）

メディアは、マイケルが有罪になることを望んでいた。有罪になり、刑務所に入りでもすれば、世界的に有名なスターの栄光と堕落ということで映画・テレビ・書籍などのあらゆる媒体でネタにでき、そうなれば何十億ドルにもなる莫大な収益が見込めたからだ。

（『マイケル・ジャクソン裁判 あなたは彼を裁けますか？』）
- チャールズ・トムソン（2005年のマイケル・ジャクソン裁判に関する報道について）

裁判記録を見てみると、裁判の実態は、検察側の証人や証言に信憑性がないことが、弁護側の反対尋問によって次々暴かれていったものだったことがわかるのだが、そういった検察側に壊滅的なダメージを与えた反対尋問は無視され、報道されないという傾向があった。逆に、マイケルが有罪であると視聴者にほのめかすような報道や中傷コメントは常軌を逸するほど多かった。裁判では信憑性がないとされた検察側の主張が、あたかも真実であるかのように報道され続けた。無罪評決が下された後も、メディアは反省や謝罪をするどころか裁判の実態を検証し正しく伝え直す報道もせず、評決前にマイケルが有罪になるとコメントしていたニュースアンカーやコメンテーターたちは、無罪評決が出たことに対し「恥をかかされた」と怒り、マイケルを中傷し続けた。メディアは視聴者を騙し、マイケルに甚大なダメージを与えた。この裁判報道はジャーナリズム史上最も恥ずべき出来事の一つである。

## 遺品
2010年10月、マイケルとマイケル・ジョーダンが「ジャム」ミュージックビデオで使用した、2人のサイン入りバスケットボールがオークションにかけられた。落札金額は、24万5,000ドル。この他にも、マイケルがアルバム『ヒストリー』のティーザー撮影に使用したライトストーン手袋も出品され、落札金額は、18万ドルだった。
12月、パリで生前未公開だった4枚のポートレートがオークションにかけられた。これらのポートレートは、1999年にフランスの写真家であるアルノ・バニが撮影したもので、アルバム『インヴィンシブル』のために依頼したものであったが、レコード会社の意向で採用されなかった。落札金額は「古代エジプトのファラオのようなポーズの写真」が、26,000ユーロ、「マイケルの左目の周りに青い光沢のある素材を施した写真」が、25,000ユーロ、「黒いシャツで顔の下半分を覆った写真」が、22,000ユーロ、「赤いカーテンの前に立っている写真」が、9,000ユーロだった。
また、同月の別のオークションでは「バッド・ワールド・ツアー」で使用されたライトストーン入りグローブと白い中折れ帽子が出品された。落札金額は、グローブが33万ドル、帽子が7万2,000ドルだった。
2011年には「スリラー」のミュージックビデオで着用していたジャケット（スリラー・ジャケット）が、180万ドルで落札された。このオークションには、他にも多数のマイケルゆかりの品々が出品され、ゴールドディスクは15,000ドル、80年代にマイケルが着用していたサングラスが60,000ドル、サイン入りの黒のハットが33,750ドル、MTVアワードでマイケルが受け取ったトロフィーが54,400ドル、マイケルが描いた落書きが7,680ドルで落札された。
2012年、ステージ衣装が、一斉にオークションにかけられ、うち55着をレディー・ガガが落札。ガガは、マイケルの遺品をコレクションしており、それらを展示する博物館の建設も計画しているという。
なお、1999年、マイケルは、オークションで長年の夢であった『風と共に去りぬ』のオスカー像を150万ドルで落札した。しかし、死後、行方不明になっていると遺産管理者が公表。像の転売禁止が制定されたのは1950年以降であり、同映画の像の行方にアカデミーは関わっていない。像は、管理者によって行方が隠されているか、盗まれたと推測されている。